# Antoine Ier de Vergy
Ne doit pas être confondu avec Antoine de Vergy.
Antoine Ier de Vergy (né en 1487 ? et mort le 29 décembre 1541) est un ecclésiastique du XVIe siècle, archevêque de Besançon.

## Biographie
Il appartient à la maison de Vergy. Il est né du second mariage de Guillaume IV (seigneur de Vergy) avec Anne de Rochechouart de Mortemart.
Antoine de Vergy fut archevêque de Besançon. Nommé le 10 octobre 1502, il ne prit cette fonction officiellement que le 25 août 1503. Il le resta jusqu'à sa mort en 1541.